# Mada (Makary)
Pour les articles homonymes, voir Mada (homonymie).
Mada est une localité du Cameroun située dans la commune de Makary, le département du Logone-et-Chari et la Région de l'Extrême-Nord, au sud du lac Tchad.
Mada dispose d'un hôpital (fondation helvétique de Mada), avec 150 lits, des services de chirurgie, dentisterie, gynécologie, maternité, médecine interne, pharmacie... 
l'hôpital est ouvert aux malades 24h/24 et 7/7 jours avec un service de garde.

## Population
Lors du recensement de 2005, la localité ne figure pas dans les résultats.
En 2013, le plan communal de développement (PCD) de Makary évalue le nombre d'habitants à 1 358. chef lieu d'arrondissement de Mada